# Kleindöttingen
Kleindöttingen är huvudorten i kommunen Böttstein i kantonen Aargau, Schweiz. Den ligger vid floden Aare mittemot orten Döttingen.